# Koutoula-Yarcé
Pour les articles homonymes, voir Koutoula (homonymie).
Koutoula-Yarcé est une localité située dans le département de Kaya de la province du Sanmatenga dans la région Centre-Nord au Burkina Faso.

## Géographie
Koutoula-Yarcé est située à 3 km à l'est de Delga et à 10 km au nord-ouest du centre de Kaya, la principale ville de la région. Le village est traversé par la route nationale 15 reliant à Kaya à Kongoussi.

## Économie
Depuis les années 2010, la vie du village a été bouleversée par l'exploitation artisanale de petits filons aurifères sur le territoire de Koutoula entrainant une déscolarisation des enfants, l'abandon des cultures dans les champs, des accidents parfois mortels, des problèmes de prostitution et de drogues ainsi qu'une pollution environnementale par le mercure et le cyanure,.

## Éducation et santé
Le centre de soins le plus proche de Koutoula-Yarcé est le centre de santé et de promotion sociale (CSPS) de Delga tandis que le centre hospitalier régional (CHR) se trouve à Kaya.
Koutoula-Yarcé possède une école primaire publique,.